# Thrixspermum fantasticum
Thrixspermum fantasticum är en orkidéart som beskrevs av Louis Otho Otto Williams. Thrixspermum fantasticum ingår i släktet Thrixspermum och familjen orkidéer. Inga underarter finns listade i Catalogue of Life.